# Belva Davis
Belva Davis (nascuda amb el nom de Belvagene Melton; 13 d'octubre de 1932 a Monroe (Louisiana)) és una periodista de ràdio i televisió afroamericana estatunidenca. Es considera la primera reportera negra de la Costa Oest dels EUA. Ha guanyat vuit Premis Emmy i ha estat reconeguda per les associacions de dones estatunidenques de la ràdio i la televisió i de l'associació de periodistes negres.
El 1957 va començar a escriure en articles de revistes. Al cap de pocs anys, va començar a ser reportera de ràdio i televisió. Com a reportera, va cobrir molts esdeveniments importants sobre raça, gènere i política. Abans que es retirés el 2012 va tenir el seu propi programa.

## Infància i joventut
Belvagene Melton va néixer el 13 d'octubre de 1932 a Monroe, Louisiana. Fou filla de John i Florence Melton. És la més gran de quatre germans. La seva mare només tenia 14 anys quan va néixer i Belva va viure amb diversos familiars. Quan tenia 8 anys la seva família, incloent-hi oncles i cosins, va anar a viure en un apartament de dues habitacions al barri de West Oakland d'Oakland, Califòrnia (11 persones). Posteriorment, Davis va dir que durant la seva infància va aprendre a sobreviure.
A la dècada de 1940 els seus pares van aconseguir una casa a Berkeley, Califòrnia. El 1951 va obtenir la secundària a la Berkeley High School. Va ser acceptada a la Universitat Estatal de San Francisco, però no va poder estudiar-hi.

## Periodista
El 1957 Davis començar a treballar com autònoma per la revista Jet, una revista enfocada als afers afroamericans. En pocs anys va començar a escriure per altres publicacions afroamericanes com el Sun Reporter i el Bay Area Independent. Entre el 1961 i el 1968 va escriure pel Sun Reporter.
El 1961 va començar a exercir com entrevistadora per la ràdio de San Francisco KSAN. El 1963 va debutar a la televisió de la Badia de San Francisco KTVU cobrint un esdeveniment de bellesa. Va treballar com a disc jockey per la KDIA, una ràdio de gospel d'Oakland, Califòrnia. Segons Davis, mentre cobria la Convenció Nacional Republicana de 1964 a Oakland va rebre insults racistes. Altres vegades també va patir racisme en el treball: El 1987 va cobrir una marxa durant el Moviment de Drets Civil al comtat de Forsythe, Geòrgia quan una dona blanca que volia entrevistar la va insultar.
El 1966 va treballar a la ràdio local d'Oakland, KNEW. Aquest any va esdevenir en la primera dona periodista afroamericana que va treballar com a periodista en televisió de la Costa Oest dels Estats Units quan fou llogada pel canal KPIX-TV. Va treballar per aquest canal durant tres dècades. Va cobrir esdeveniments com les manifestacions de Berkeley dels anys 60, el suïcidi en massa de Jonestown, els assassinats de Moscone i Milk, les epidèmies de crack i VIH i el bombardeig de l'ambaixada dels Estats Units de Tanzana del 1998.
Davis va cobrir temes de política, racisme i de gènere de manera molt tranquila. Rita Williams, reporter de la KTVU, va dir "Belva sabia instintivament mantenir a tothom sota control. (...) Sempre ha estat una gran dama."
El 2010 va publicar la seva autobiografia titulada Never in My Wildest Dreams: A Black Woman's Life in Journalism. Bill Crosby va escriure-hi en el seu prefaci.
Des de la dècada de 1990 va presentar el programa de la KQED (TV) "This Week in Northern California". El novembre de 2012 es va retirar. La seva emissió final va incloure una entrevista amb la seva amiga Maya Angelou.

## Vida personal
L'1 de gener de 1952 es va casar amb el seu primer marit, Frank Davis, amb el que van tenir dos fills. El 1967 va conèixer el seu segon marit, Bill Moore mentre estava treballant a la televisió KPIX. Davis i Moore van habitar en el barri de Presidio Heights però a l'actualitat resideixen a Petaluma, Califòrnia. Belva Davis sempre ha volgut separar la seva vida privada de la professional. El 1975 es va adherir a l'associació de dones afroamericanes de la ràdio i la televisió.
Davis ha col·laborat en el Museu de la Diàspora Africana, el Institute on Aginc i el Museu de Belles Arts de San Francisco. Per exemple, en un any va donar 5 milions de dòlars al Museu de la Diàspora Africana.

## Honors
Davis ha guanyat vuit Premis Emmy de San Francisco. És membre honorària d'Alfa Kappa Alfa. Ha rebut premis a la seva trajectòria de les associacions de dones estatunidenques de la ràdio i la televisió i de l'associació de periodistes negres.

## Autobiografia
- Davis, Belva; Haddock, Vicki. Never in My Wildest Dreams: A Black Woman's Life in Journalism.  Polipoint Press, 2011. ISBN 1936227061.